# Nothing Personal
Nothing Personal är det tredje albumet från All Time Low och det släpptes 7 juli 2009 av skivbolaget Hopeless Records. Skivan såldes i ca 63 000 exemplar på bara några veckor. Det finns tre singlar från skivan "Weightless", "Damned If I Do Ya (Damned If I Don't) och "Lost In Stereo".
I rapporter från MTV och Alternative Press uppgavs att All Time Low hade slagit sig ihop med sångaren/basisten Mark Hoppus från bandet Blink-182 och skrivit en låt med honom. Bandet kom i kontakt med honom efter att ha bytt email med varandra när en video där trummisen Rian Dawson i All Time Low skaffade sig en Blink-182-tatuering lades online. Månader senare kontaktade All Time Low några olika producenter de skulle vilja jobba ihop med på skivan, vissa sa ja, vissa sa nej. Då svarade Hoppus att han vill göra något ihop med dem, så de skrev en låt ihop. Det tillkännagavs dock senare att låten de skrev tillsammans inte skulle vara med på Nothing Personal. All Time Lows frontsångare/gitarrist Alex Gaskarth hade sagt att låten inte hade de rätta vibbarna för albumet, men att den definitivt kommer att släppas någon gång.
All Time Low valde ett par tilltalade och välkända producenter för albumet som Matt Squire, Butch Walker, David Bendeth och S*A*M & Sluggo-teamet. Låten "Too Much" är också producerad av R&B-artisten The-Dream.

## Låtlista
1. Weightless (3:18)
2. Break Your Little Heart (2:51)
3. Damned If I Do Ya (Damned If I Don't) (3:07)
4. Lost In Stereo (3:47)
5. Stella (3:24)
6. Sick Little Games (3:36)
7. Hello, Brooklyn (3:29)
8. Walls (3:11)
9. Too Much (4:14)
10. Keep The Change, You Filthy Animal (3:20)
11. A Party Song (The Walk of Shame) (2:59)
12. Therapy (3.44)
13. Poison (iTunes bonuslåt) (3:18)